# 黃斑窄額魨
黃斑窄額魨為輻鰭魚綱魨形目四齒魨亞目四齒魨科的其中一種，為熱帶海水魚，分布於西印度洋紅海北部及肯亞海域，棲息深度3-57公尺，體長可達13公分，棲息在底層水域，生活習性不明。